# یایانگ
یایانگ (به لاتین: Yiyang) یک شهر مرکزی در جمهوری خلق چین است که در هونان واقع شده‌است.

## خصوصیات
یایانگ ۱۲٬۱۴۴ کیلومترمربع مساحت و ۴٬۳۱۳٬۰۸۴ نفر جمعیت دارد.

## خواهرخوانده
شهرهای پتخ تیکوا و Namhae County خواهرخوانده‌های یایانگ هستند.